# رالف إس. باور
رالف إس. باور (بالإنجليزية: Ralph S. Bauer)‏ هو سياسي أمريكي، ولد في 31 يناير 1867 في الولايات المتحدة، وتوفي في 13 يوليو 1941.